# Тхай Бин
Тхай Бин (на виетнамски: Thái Bình) е град във Виетнам. Административен, икономически и културен център на провинция Тхай Бин. Медицинският колеж на Тхай Бин се приема за едно от най-добрите медицински училища във Виетнам.

## Побратимени градове
- Пазарджик, България